# Canal Congreso
Canal Congreso es un canal de televisión por suscripción colombiano, propiedad del Congreso de la República de ese país que tiene por objetivo transmitir las sesiones que realiza en el Parlamento Colombiano y se opera desde Bogotá a través del Edificio del Nuevo Congreso.

## Historia
Fue lanzado en junio de 2006. Tiene como objetivo divulgar y transmitir la actividad legislativa del Senado de la República y la Cámara de Representantes. 
Entre otros eventos institucionales, el Canal Congreso transmite las sesiones de las plenarias y las comisiones de las dos entidades. Igualmente realiza el cubrimiento de audiencias públicas, foros y otros eventos relacionados con el Poder Legislativo. También produce programas informativos, de opinión y de carácter cultural.
La dirección y producción de sus contenidos está a cargo de las oficinas de prensa de la Cámara de Representantes y el Senado de la República. El manejo operativo es responsabilidad de los directores del canal.